# Хутудабигай
Хутудабигай (устар. Хутуда-Бига) — река в Красноярском крае России. Длина — 207 км. Площадь бассейна — 4640 км²
Исток реки расположен в горах Бырранга. Она течёт через пустынные зоны тундры в область шхер Минина в Карском море, приблизительно в 50 км к северу от устья реки Пясина. Расположена на территории Большого Арктического заповедника.
Река Хутудабига замерзает в конце сентября — начале октября и остается подо льдом до июня.
Основные притоки Хутудабиги: Тамаранг, Тёмная, Грустная, Каверза.